# NGC 5282
NGC 5282 (بالألمانية: NGC 5282) التي يرمز لها بالرمز NGC 5282، هي مجرة، في كوكبة السلوقيان.

## الاكتشاف
اكتشفت في 22 مايو 1881، بواسطة إدوارد ستيفان.